# Ṥ
Cette page contient des caractères spéciaux ou non latins. S’ils s’affichent mal (▯, ?, etc.), consultez la page d’aide Unicode.
Ṥ (minuscule : ṥ), appelé S accent aigu point suscrit, est une lettre additionnelle latine, utilisée dans la translitteration du sanskrit et dans la romanisation ISO 259:1984 de l’hébreu.
Il s’agit de la lettre S diacritée d’un accent aigu et d’un point suscrit.

## Utilisation
Cette lettre est utilisée pour translittérer les langues indiennes, par exemple, dans la translittération du sanskrit ‹ ṥ › représente श. Dans la norme IAST, श est translittéré s accent aigu ‹ ś ›.
Dans la romanisation ISO 259:1984 de l’hébreu, ‹ ṥ › est utilisé pour translitérer le shin smalit avec un daguesh dur ‹ שּׂ ›. Il est par exemple utilisé dans la romanisation de מַשָּׂ֖א, « fardeau », maṥā.

## Représentations informatiques
Le S accent aigu point suscrit peut être représente avec les caractères Unicode suivants :
- précomposé (latin étendu additionnel) :

| formes    | représentations | chaînes de caractères | points de code | descriptions                                        |
| --------- | --------------- | --------------------- | -------------- | --------------------------------------------------- |
| capitale  | Ṥ               | Ṥ                     | U+1E64         | lettre majuscule latine s accent aigu point suscrit |
| minuscule | ṥ               | ṥ                     | U+1E65         | lettre minuscule latine s accent aigu point suscrit |

- décomposé (latin de base, diacritiques) :

| formes    | représentations | chaînes de caractères | points de code       | descriptions                                                                |
| --------- | --------------- | --------------------- | -------------------- | --------------------------------------------------------------------------- |
| capitale  | Ṥ               | S◌́◌̇                   | U+0053 U+0301 U+0307 | lettre majuscule latine s diacritique accent aigu diacritique point suscrit |
| minuscule | ṥ               | s◌́◌̇                   | U+0073 U+0301 U+0307 | lettre minuscule latine s diacritique accent aigu diacritique point suscrit |

## Sources
- (pl) Komisja Standaryzacji Nazw Geograficznych poza Granicami Rzeczypospolitej Polskiej (KSNG) [Commission de standardisation des noms géographiques hors de Pologne], Protokół 74. posiedzenia KSNG [Compte-rendu de la 74e séance de la KSNG], 7 novembre 2012 (lire en ligne)
- (en) ISO 259:1984 Documentation — Transliteration of Hebrew characters into Latin characters, 1984 (lire en ligne)